# 邱涟
邱涟（？—？），江西南丰人，清朝政治人物。
邱涟曾于1770年接替杨宜伦任南汇县知县一职，1771年由成汝舟接任。